# Helgrindur (berg i Island)
Helgrindur är ett berg i republiken Island. Det ligger i regionen Västlandet, 110 km nordväst om huvudstaden Reykjavík. Toppen på Helgrindur är 891 meter över havet.
Runt Helgrindur är det mycket glesbefolkat, med 2 invånare per kvadratkilometer. Närmaste större samhälle är Ólafsvík, omkring 18 kilometer väster om Helgrindur. Trakten runt Helgrindur består i huvudsak av gräsmarker.